# جيمس ألدريدج
جيمس ألدريدج (بالإنجليزية: James Aldridge)‏ (10 يوليو 1918 في أستراليا - 23 فبراير 2015، لندن في المملكة المتحدة)؛ كاتِب مُتخصِّص في أدب الأطفال، صحفي وروائي أسترالي.

## الجوائز
- وسام ترتيب الصداقة بين الشعوب
- جائزة لينين للسلام

## روابط خارجية
- جيمس ألدريدج على موقع IMDb (الإنجليزية)
- جيمس ألدريدج على موقع إن إن دي بي (الإنجليزية)
- جيمس ألدريدج على موقع قاعدة بيانات الفيلم (الإنجليزية)